# Afrofittonia silvestris
Afrofittonia es un género monotípico de plantas con flores perteneciente a la familia Acanthaceae. Su única especie: Afrofittonia silvestris Lindau, es originaria de África.

## Descripción
Es una planta herbácea rastrera que se encuentra en las tierras húmedas del suelo de los bosques. Tiene las flores blancas con marcas de color malva.

## Distribución y hábitat
Se encuentra en Camerún, Guinea Ecuatorial y Nigeria. Su hábitat natural son los bosques húmedos de las tierras bajas tropicales o subtropicales. Está amenazado por la pérdida de hábitat.

## Taxonomía
Afrofittonia silvestris fue descrita por el botánico, pteridólogo y micólogo alemán, Gustav Lindau y publicado en Botanische Jahrbücher für Systematik, Pflanzengeschichte und Pflanzengeographie 49: 407, f. 2, en el año 1913.
Sinonimia
- Talbotia radicans S.Moore (1913)[4]